# Jurij Olesja
Jurij Karlovitj Olesja (ryska: Юрий Карлович Олеша), född 3 mars 1899 (19 februari enligt g.s.) i Jelizabetgrad (nu Kropyvnytskyj) i dåvarande kejsardömet Ryssland, död 10 maj 1960 i Moskva i dåvarande Sovjetunionen, var en rysk-sovjetisk författare.

## Biografi
Jurij Olesja växte upp i Odessa och debuterade som författare under 1920-talet. Han räknas till de så kallade "följeslagarna" eller medlöparna till sovjetstaten. Från 1930-talet levde han isolerat och var alkoholiserad. Han skrev då bland annat filmmanus och filmkritik. Han var en artistiskt stilmedveten författare. Mest berömd är hans roman Avund (Zavist, 1927), som visar kontrasten mellan effektiva sovjetmänniskor och handlingsförlamade individualister.

## Verk översatta till svenska
- Kärlek och andra noveller (översättning Nils Åke Nilsson, Tiden, 1961)
- Avund (översättning Oscar och Heidi Parland, Forum, 1961) (Zavist, 1927)